# Lepus granatensis
A lebre-ibérica (Lepus granatensis) ou lebre-de-Granada é um mamífero pertencente à ordem Lagomorpha e ao género Lepus.
A distribuição geográfica de Lepus granatensis inclui a Península Ibérica, com excepção do norte de Espanha, onde outras duas espécies do mesmo gênero habitam (Lepus castroviejoi e Lepus europaeus). Esta espécie também está distribuída na Ilha de Maiorca, do
Arquipélago das Ilhas Baleares. A lebre-ibérica foi introduzida no Sul de França, em redor de
Nimes.
A espécie Lepus granatensis
foi anteriormente incluída na espécie L. europaeus
. 
Estudos moleculares mostraram que Lepus granatensis é uma espécie distinta das outras duas espécies de lebre presentes na Península Ibérica (L. europaeus e L. castroviejoi).
A lebre-ibérica é única espécie de lebre encontrada em Portugal.

## Descrição física
Tal como as outras espécies da família
Leporidae, a lebre-ibérica apresenta patas posteriores muito desenvolvidas o que lhe proporciona grande mobilidade essenciais para uma fuga rápida em situações de perigo. As orelhas são muito longas com as pontas pretas. O pêlo é castanho-amarelado e na zona ventral do seu corpo, a pelagem é branca.
O seu comprimento total situa-se entre 44,4 e os 47,0
centímetros. O peso médio das lebres-ibéricas está compreendido entre 2,06 e os 2,54
quilogramas. No entanto, estudos demostram que as lebres obedecem à regra de
Bergman, ou seja, estes animais possuem um peso superior nas zonas de maior latitude e um peso menor nas zonas mais próximas do Equador. Deste modo, as lebres que ocupam as regiões frias do planeta apresentam um peso mais elevado, com aproximadamente 5 quilogramas. Nas regiões mais temperadas habitam as lebres de pesos médios com aproximadamente 3 quilogramas. Por outro lado, nas regiões mais quentes encontram-se as lebres com pesos mais baixos. Chegando no máximo aos 2 quilogramas
O peso máximo verificado nas lebre-ibéricas foi 2,95 quilogramas para os machos e 3,30 quilogramas para as fêmeas.

## Ecologia e comportamento
As lebres são animais noctívagos, pois a sua actividade decorre essencialmente durante a noite. Como no Verão as noites são mais curtas, a sua actividade pode registar-se durante o dia.
Deslocam-se por salto, e em média percorrem diariamente cerca de 2620 metros, podendo chegar aos 7700 metros. As condições meteorológicas afectam as populações de lebres, já que em condições de neve ou seca extrema, podem deslocar-se mais de 100 quilómetros.
É um dos mamíferos da Península
Ibérica que mais variedade de habitats ocupa, estando presente desde o nível do mar na zona Mediterrânica até aos 2000 metros de altitude na Serra da Estrela.
As lebres não são animais territoriais, podendo apenas formar grupos com hierarquias estruturadas e mais evidentes em períodos de acasalamento, tanto entre fêmeas como machos
A lebre-ibérica é um animal herbívoro, apresentado na sua dieta alimentos como gramíneas, leguminosas e pequenos arbustos. No Verão, tende a alimentar-se de arbustos e flores. Alimenta-se ainda de frutos, sementes e casca de árvore.
Tal como todos os lagomorfos, a lebre-ibérica tem a capacidade de cecotrofia, que consiste na ingestão de fezes moles (cecotrofos), imediatamente após a sua expulsão pelo ânus, permitindo que os alimentos passem duas vezes pelo sistema digestivo de modo a obter deles maior aproveitamento nutritivo .
O habitat primordial da lebre-ibérica consiste em áreas abertas com vegetação rasteira, permitindo à lebre se alimentar e camuflar, confundido os eventuais predadores. No entanto, esta espécie ocorre em outros tipos de habitats, utilizando preferencialmente zonas com clareiras com algumas pedras e árvores. Habita ainda em florestas montanhosas, zonas agrícolas como campos cerealíferos, hortas, campos regadios, pomares e olivais
A lebre-ibérica faz parte de diferentes cadeias alimentares, destacando predadores ibéricos com estatuto de espécie rara ou em perigo de extinção, nomeadamente a águia-real (Aquila chrysaetos), o bufo-real (Bubo bubo), a raposa (Vulpes vulpes)
e o gato-bravo (Felis silvestris), que são os principais predadores da espécie.

## Reprodução
A
lebre-ibérica tem um período de reprodução que decorre ao longo de todo o ano, mas com menor intensidade no Inverno. As ninhadas têm habitualmente 2 crias e ocorrem habitualmente 3 a 4 vezes por ano. Após uma gestação que dura entre 42-44
dias as crias nascem com um peso que varia entre 62 e 82 gramas, apresentam pêlo em todo o corpo, têm os olhos já abertos e movimenta-se passados poucos minutos. As crias são amamentadas apenas ao anoitecer, pois durante o dia a progenitora afasta-se da ninhada para não atrair potenciais predadores.

## Parasitas
A
lebre-ibérica não apresenta doenças que afectem em grande escala a perda de populações, porém têm surgido o registo de um parasita, Echinococus granulosus, que é transmitido através da ingestão de fezes de cães e raposas. Este parasita leva ao aparecimento de vários cisticercos (“bolas gelatinosas” semelhantes a cachos de uvas) nas vísceras dos animais contaminados, o que leva à morte dos  animais infectados. Todos os animais caçados devem ser examinados e, em caso de confirmação da contaminação, devem ser queimados para prevenir a progressão do parasita.

## Factores de ameaça
A lebre-ibérica tem vindo a sofrer uma redução significativa no norte da península ibérica, apesar de existirem locais onde populações crescem e são abundantes. Este decréscimo nas populações desta espécie deve-se a diversos factores, tais como a perda do seu habitat natural, pois os terrenos são utilizados pela gente para a agricultura e pastorícia, sendo o habitat parcialmente ou totalmente destruído. O aumento da homogeneidade nas áreas florestais também contribui (embora em menor escala) para o desaparecimento da lebre em vários locais da península ibérica
Outra causa para o decréscimo da lebre-ibérica, e que constitui uma ameaça para esta espécie, é a crescente pressão cinegética, pois a lebre-ibérica é uma espécie cinegética sobre a qual é permitido o exercício de caça, na época venatória, segundo a Portaria n.º 137/2012. D.R. n.º 92, Série I de 2012-05-11, do Diário da
República. Por serem animais relativamente dóceis, são frequentemente capturados para animais de companhia

## Conservação
A lebre-ibérica está classificada como espécie com estatuto de conservação pouco preocupante (LC), segundo a Lista Vermelha da IUCN. A lebre encontra-se preservada em várias áreas protegidas, a salientar em áreas de Portugal e Espanha, onde a espécie é residente, e também numa pequena área do sul de França, onde foi introduzida.
Em Portugal não existe legislação para proteger a lebre-ibérica.
Por outro lado, encontra-se listado no Apêndice III da Convenção de Berna para a Conservação da Vida Selvagem e Habitats Naturais Europeus

## Importância cultural e económica
A
lebre-ibérica para além de ser uma espécie de grande importância ecológica, uma vez que constitui presa para diversos predadores, é também uma espécie muito importante economicamente devido ao elevado interesse cinegético que apresenta para a grande maioria dos caçadores. A espécie é usada para consumo humano e para caça desportiva. 